# Corrado Pizziolo
Corrado Pizziolo (ur. 23 grudnia 1949 w Scandolara) – włoski duchowny katolicki, biskup Vittorio Veneto w latach 2007–2024.

## Życiorys
Święcenia kapłańskie otrzymał 20 sierpnia 1975 i został inkardynowany do diecezji Treviso. Był m.in. wykładowcą na uczelniach w Treviso, delegatem biskupim ds. formacji stałej duchowieństwa oraz wikariuszem generalnym diecezji.
19 listopada 2007 papież Benedykt XVI mianował go ordynariuszem diecezji Vittorio Veneto. Sakry biskupiej udzielił mu abp Andrea Bruno Mazzocato.
30 grudnia 2024 papież Franciszek przyjął jego rezygnację z pełnionego urzędu.